# Tatjana Smith
Tatjana Smith (nacida Tatjana Schoenmaker; Johannesburgo, 9 de julio de 1997) es una deportista sudafricana que compitió en natación, especialista en el estilo braza.
Participó en dos Juegos Olímpicos de Verano, obteniendo cuatro medallas, dos en Tokio 2020, oro en 200 m braza y plata en 100 m braza, y dos en París 2024, oro en 100 m braza y plata en 200 m braza.
Ganó tres medallas en el Campeonato Mundial de Natación, en los años 2019 y 2023.
En los Juegos de Tokio 2020 estableció una nueva plusmarca mundial en los 200 m braza (2:18,95).
Fue la abanderada de Sudáfrica en la ceremonia de clausura de los Juegos Olímpicos de París 2024.
Estudió el grado en Servicios Financieros en la Universidad de Pretoria.
Es concuñada del jugador de rugby Siya Kolisi.

## Palmarés internacional
| Juegos Olímpicos   | Juegos Olímpicos        | Juegos Olímpicos | Juegos Olímpicos |
| Año                | Lugar                   | Medalla          | Prueba           |
| ------------------ | ----------------------- | ---------------- | ---------------- |
| 2020               | Tokio (Japón)           | Medalla de oro   | 200 m braza      |
| 2020               | Tokio (Japón)           | Medalla de plata | 100 m braza      |
| 2024               | París (Francia)         | Medalla de oro   | 100 m braza      |
| 2024               | París (Francia)         | Medalla de plata | 200 m braza      |
| Campeonato Mundial |                         |                  |                  |
| Año                | Lugar                   | Medalla          | Prueba           |
| 2019               | Gwangju (Corea del Sur) | Medalla de plata | 200 m braza      |
| 2023               | Fukuoka (Japón)         | Medalla de oro   | 200 m braza      |
| 2023               | Fukuoka (Japón)         | Medalla de plata | 100 m braza      |